# Duits voetbalkampioenschap 1906/07
1906/07 was het vijfde Duitse voetbalkampioenschap ingericht door de DFB.
Er namen slechts zes teams deel omdat titelverdediger Leipzig ook opnieuw de titel van Midden-Duitsland had gewonnen en er geen regel was dat in dat geval de vicekampioen ook mocht deelnemen. Door de zware nederlaag van BFC Norden-Nordwest vorig jaar besloot de bond ook dat Berlijn geen twee deelnemers meer mocht afvaardigen en dwong hem om onderling uit te maken wie naar de eindronde mocht. 
De kampioen van het Verband Berliner Ballspielvereine (BTuFC Viktoria 89) won met 5-0 van BTuFC Alemannia 90, de kampioen van de Markische Fußballbund. 

## Deelnemers aan de eindronde
| Club                      | Gekwalificeerd als                               |
| ------------------------- | ------------------------------------------------ |
| SC Schlesien Breslau      | Kampioen van Zuidoost-Duitsland                  |
| Berliner TuFC Viktoria 89 | Kampioen van Berlijn                             |
| VfB Leipzig               | Kampioen van Midden-Duitsland en titelverdediger |
| FC Victoria Hamburg       | Kampioen van Noord-Duitsland                     |
| Düsseldorfer FC 99        | Kampioen van Rijnland-Westfalen                  |
| Freiburger FC             | Kampioen van Zuid-Duitsland                      |

## Eindronde

### Kwartfinale
| Datum         | Teams                     | Teams | Teams                | Uitslag   | Stadion                      |
| 21 april 1907 | Düsseldorfer FC 99        | –     | FC Victoria Hamburg  | 1:8 (1:2) | Duisburg, Platz des DSV      |
| 21 april 1907 | Berliner TuFC Viktoria 89 | –     | SC Schlesien Breslau | 2:1 (1:0) | Berlijn, Sportplatz Schebera |

Freiburger FC en VfB Leipzig hadden een bye voor de kwartfinale.
Düsseldorfer FC verloor met zware cijfers van Victoria Hamburg. Aan de rust stond het nog 1-3, maar in de 55ste minuut moest doelman Harry Rapier wegens onsportief gedrag bij een 1-3 stand naar de kant. In deze tijd waren er nog geen wisselspelers waardoor een veldspeler het doel in moest en waarna nog vijf doelpunten volgden.
Viktoria Berlin kon maar nipt winnen van Breslau na goals van Otto Dumke en Helmut Röpnack. In de 78ste minuut maakte Wegener nog een aansluitingstreffer, maar ze konden niet meer langszij komen. 

### Halve finale
| Datum       | Teams               | Teams | Teams                     | Uitslag   | Stadion                      |
| 9 mei 1907  | FC Victoria Hamburg | –     | Berliner TuFC Viktoria 89 | 1:4 (1:2) | Hamburg, Platz des HFC 88    |
| 12 mei 1907 | Freiburger FC       | –     | VfB Leipzig               | 3:2 (2:0) | Neurenberg, Platz des 1. FCN |

Otto Dumke opende de score voor Viktoria Berlin en Röpnack scoorde negen minuten later de 0-2. Kort voor de rust maakte Gerhard Klinkrad de aansluitingstreffer, maar na de rust volgden nog goals van Röpnack en Emil Reinke waardoor Viktoria zich voor de finale plaatste. 
Drie dagen later zorgde Freiburg voor een verrassing door titelverdediger Leipzig te verslaan. Philipp Burkart scoorde twee keer voor de rust. In de tweede helft maakte Georg Steinbeck de aansluitingstreffer, waarop kort daarna de 3-1 volgde door een goal van Max Mayer. Leopold Richter maakte nog de 3-2, maar dit kon niet meer baten.

### Finale
| Datum       | Teams         | Teams | Teams                     | Uitslag   | Stadion                    |
| 19 mei 1907 | Freiburger FC | –     | Berliner TuFC Viktoria 89 | 3:1 (1:1) | Mannheim, Platz des MFG 96 |

Voor 3.000 toeschouwers opende Josef Glaser de score met een strafschop in de 30ste minuut. Twee minuten voor de rust maakte Röpnack nog de gelijkmaker, ook via de stip nadat de scheidsrechter een strafschop toekende omdat de doelman van Viktoria, Paul von Goldberger de bal te lang bij gehouden had. In de tweede helft maakte Burkhart nog twee goals en zorgde zo voor het absolute hoogtepunt in de clubgeschiedenis van Freiburger FC. 

## Topschutters
|    | Speler          | Club                      | Goals                   |
| -- | --------------- | ------------------------- | ----------------------- |
| 1. | Philipp Burkart | Freiburger FC             | 4 (in twee wedstrijden) |
| 2. | Helmut Röpnack  | Berliner TuFC Viktoria 89 | 4 (in drie wedstrijden) |
| 3. | Helmann Garrn   | FC Victoria Hamburg       | 2 (in twee wedstrijden) |
| 4. | Otto Dumke      | Berliner TuFC Viktoria 89 | 2 (in drie wedstrijden) |